# مگنا کارتا (کرجی)
مگنا کارتا (کرجی) (به انگلیسی: Magna Carta (barge)) یک کشتی است که طول آن ۱۱۷ فوت (۳۶ متر) می‌باشد. این کشتی در سال ۱۹۳۶ ساخته شد.